# Bioindikator
Bioindikator je organizem, ki ga uporabljamo za oceno (»indikacijo«) stanja določenega ekosistema. Izraz se nanaša na organizem ali skupino sorodnih organizmov (vrsto, rod, družino, ...), katerega številčnost, fiziološko stanje ali vedenje odraža stanje oz. spremembo okolja, v katerem se nahaja. Bioindikatorji so uporabni predvsem pri ocenjevanju vpliva človeka na okolje v smislu onesnaževanja in krčenja življenjskega prostora organizmov.
Preden lahko organizem uporabimo v ta namen, je treba natančno določiti povezavo med preučevanim parametrom okolja in odzivom organizma ter ustvariti standardizirano merilo odziva. Za ocenjevanja stanja okolja ali sprememb v njem uporabljamo zelo različne organizme, odvisno od primernosti za opazovan parameter. Prav tako lahko pri istem organizmu opazujemo mnogo različnih pojavov na vseh možnih nivojih. Tako so kot bioindikatorji v posameznih primerih uporabne živali, rastline ali mikroorganizmi, pri katerih opazujemo populacijske trende (naraščanje,  upadanje), fiziološko stanje posameznih osebkov, ki ga razkriva npr. obarvanost ali izločanje metabolitov, biomaso ipd.
Bioindikator zaradi svoje občutljivosti na spremembe v okolju uporabljamo kot kazalce stopnje zastrupitve. Ptice so dobri bioindikatorji stanja okolja zato, ker se v njihovem perju in jajcih kopičijo strupene snovi. Prav tako so odličen bioindikator tudi ličinke enodnevnic in drugih žuželk, kajti z njimi se določa stopnja čistosti vode. Med višjimi rastlinami pa so bioindikatorji nekatere vrste iglavcev  npr. navadni bor.